# Contulma tapanti
Contulma tapanti är en nattsländeart som beskrevs av Ralph W. Holzenthal och Oliver S. Flint Jr. 1995. Contulma tapanti ingår i släktet Contulma och familjen Anomalopsychidae. Inga underarter finns listade i Catalogue of Life.